# 神奈中タクシー

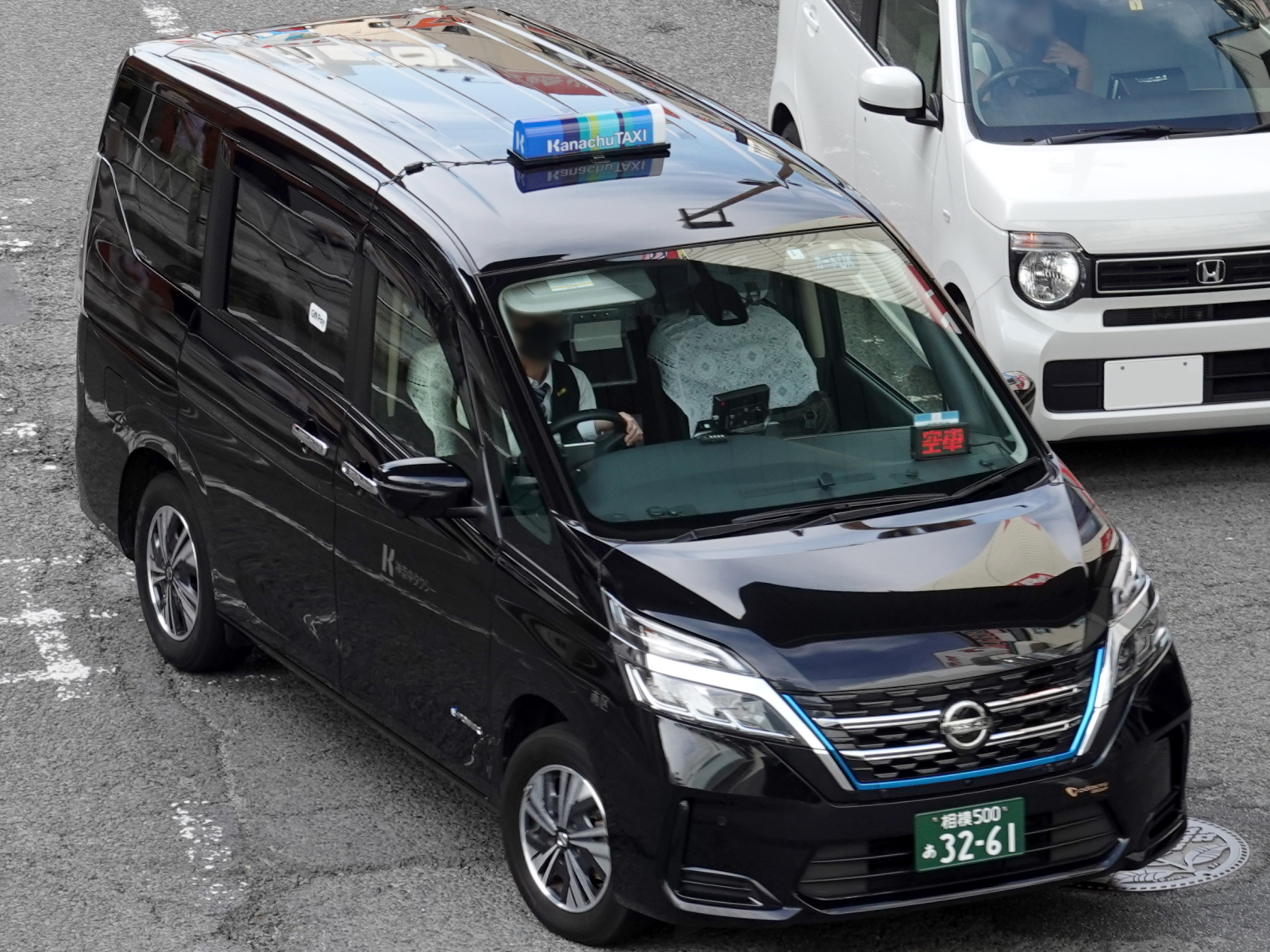
ジャンボタクシー車両（日産・セレナ）

神奈中タクシー株式会社（かなちゅうタクシー）は、神奈川県厚木市に本社を置く日本のタクシー事業者。神奈中グループおよび小田急グループに属する。
神奈川県内の県央地区・湘南地区を中心に、横浜市や東京都町田市でタクシー事業や車両運行管理業を営む。親会社の神奈川中央交通からの移管路線を中心にコミュニティバスなどの運行受託も行う。

## 概説
2023年4月時点で655両の車両を保有し、タクシー車両のほか、一部営業所では自治体から運行受託するコミュニティバス車両も在籍する。
小田急ポイントサービス加盟店。タクシー運賃の支払いには、クレジットカードのほか、交通系ICカード・電子マネー・QRコード決済の一部が利用可能である。

### 神奈中グループのタクシー事業統合
神奈中グループのタクシー事業者は、もともと全く出自の異なる相模中央交通と神奈中ハイヤー、さらにそれぞれの子会社や関連会社が存在し、同じグループ内にタクシー事業者が複数存在するだけでなく、県内の同一営業エリアで競合が発生するに至っていた。
そのため、2009年9月1日付で持株会社の株式会社神奈中タクシーホールディングスを設立し、相模中央交通と神奈中ハイヤーの経営統合を図ることとした。
その後、顧客サービス向上や乗務員確保などを目的に、2019年7月1日付で、神奈中タクシーホールディングスを存続会社として、相模中央交通・伊勢原交通（相模中央交通の関連会社）・神奈中ハイヤーの3社を吸収合併し、同日付で神奈中タクシー株式会社へ商号変更した。
2021年4月1日、子会社の株式会社湘南相中（しょうなんそうちゅう）を吸収合併した。
また、子会社の株式会社厚木相中（あつぎそうちゅう）は、競合他社との競争激化に加え、2020年からの新型コロナウイルス感染拡大による乗客数減少から経営悪化し、2022年4月15日付で横浜地方裁判所小田原支部から特別清算特別清算開始決定を受けた。負債総額は4億4,676万円（2021年3月期決算時点）（2022年7月25日清算結了）。
現存する子会社は、株式会社海老名相中（えびなそうちゅう）、旧相模中央交通の子会社）のみである。
なお、海老名相中・厚木相中・湘南相中の3社は、いずれも元は相模中央交通の子会社であったが、神奈中タクシーが相模中央交通を吸収合併したことに伴い同社の子会社となったものである（相模中央交通#関連会社を参照）。

## 沿革
- 2009年（平成21年）9月1日 - 相模中央交通と神奈中ハイヤーの経営統合を目的に、持株会社として株式会社神奈中タクシーホールディングスを設立。
- 2019年（令和元年）7月1日 - 相模中央交通・伊勢原交通・神奈中ハイヤーを吸収合併[3][8]。神奈中タクシー株式会社へ変商号変更[3][8]。
- 2021年（令和3年）4月1日 - 子会社の株式会社湘南相中を吸収合併[3][9]。
- 2022年（令和4年）4月15日 - 子会社の株式会社厚木相中を特別清算[10][11]。

## コミュニティバス

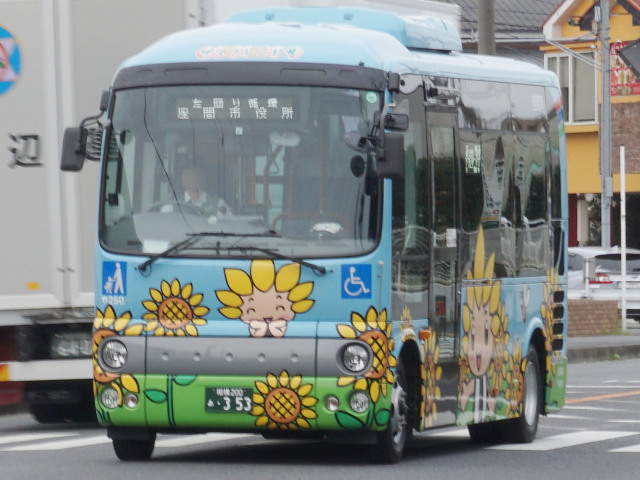
コミュニティバス・ザマフレンド号Cコースの車両（日野・ポンチョ）

一部の営業所では、東京都及び神奈川県内の自治体から受託するコミュニティバスを運行している。
2019年より、海老名相中及び神奈川中央交通大和営業所から路線が順次移管され、2023年10月1日に全路線の移管が完了した。以下の路線の他にも、定員10名未満のデマンド型交通やコミュニティ交通を受託運行している。
座間営業所担当
- 町田市金森地区コミュニティバス かわせみ号
- 大和市コミュニティバス やまとんGO ・ のろっと
- 座間市コミュニティバス ザマフレンド号

相模原営業所担当
- 相模原市コミュニティバス せせらぎ号
- 相模原市大野北地区コミュニティバス ピンくる号
- 愛川町内循環バス

厚木営業所担当
- 厚木市地域コミュニティ交通 ココモ (COCOMO) → 厚木市#バスを参照

なお、2023年4月1日に神奈中東・大和営業所より移管された町田市金森地区コミバス「かわせみ号」と、2024年10月1日に神奈中東・橋本営業所から移管された相模原市コミュニティバス「せせらぎ号」及び「ピンくる号」は、移管前と同等のサービス（神奈中の路線バスの運賃制度、路線バス公式サイトへの時刻表掲出、神奈中バスロケなど）が継続されており、神奈中の一般路線バスと同様に、交通系ICカードでの支払いに限り小児運賃が全日一律50円となる。また、車両についても「かわせみ号」は神奈川中央交通東・大和営業所の車両に準じた「や900」番台の社番を、「せせらぎ号」及び「ピンくる号」は神奈川中央交通東・橋本営業所の車両に準じた「も910」番台の社番をそれぞれ名乗る。

## 事業所

### 営業所
- 横浜営業所 - 旧神奈中ハイヤー横浜営業所。前身は神奈中ハイヤー横浜。2021年に西区から旭区へ移転。
- 戸塚営業所 - 旧神奈中ハイヤー戸塚営業所。神奈川中央交通戸塚営業所上矢部操車所を併設。
- 藤沢第一営業所 - 旧神奈中ハイヤー藤沢営業所。2021年に旧湘南相中の吸収に伴う藤沢第二営業所開設により、藤沢営業所から改称。藤沢整備工場を併設。
- 藤沢第二営業所 - 旧湘南相中本社。
- 茅ヶ崎営業所 - 旧神奈中ハイヤー茅ヶ崎営業所。
- 平塚営業所 - 旧神奈中ハイヤー平塚営業所。後述の平塚第一営業所廃止に伴い、平塚第二営業所から改称。
- 二宮営業所 - 旧神奈中ハイヤー二宮営業所。前身は二宮神奈中ハイヤー。
- 秦野営業所 - 旧相模中央交通秦野営業所。
- 伊勢原営業所 - 後述の伊勢原第一営業所廃止に伴い、伊勢原第二営業所から改称。
- 厚木営業所 - 旧相模中央交通本社・厚木営業所。後述の厚木第二営業所廃止に伴い、厚木第一営業所から改称。
- 座間営業所 - 旧座間営業所（座間市相模が丘）と大和営業所（大和市）を統合し、2021年移転。座間整備工場を併設。
- 大野営業所 - 旧相模中央交通大野営業所。
- 相模原営業所 - 旧神奈中ハイヤー相模原営業所。後述の相模原第一営業所廃止に伴い、相模原第二営業所から改称。
- 町田第一営業所 - 旧相模中央交通町田営業所。
- 町田第二営業所 - 旧神奈中ハイヤー町田営業所。

### 過去に存在した営業所
- 厚木第二営業所 - 旧神奈中ハイヤー本社・厚木営業所。併設の厚木整備工場は現存。
- 平塚第一営業所 - 旧相模中央交通平塚営業所。
- 伊勢原第一営業所 - 旧相模中央交通伊勢原営業所・旧伊勢原交通本社。
- 大和営業所 - 旧相模中央交通大和営業所。
- 相模原第一営業所 - 旧相模中央交通相模原営業所。

## 関連会社
- 神奈川中央交通 - 親会社
- 小田急電鉄 - 小田急グループ統括会社